# Polytelis swainsonii
Il parrocchetto di Barraband (Polytelis swainsonii) è un uccello della famiglia degli Psittaculidi.